# 马里乌斯·B·詹森
马里乌斯·B·詹森（英語：Marius Berthus Jansen，1922年4月11日—2000年12月10日）是一位荷兰裔美国历史学家，专攻日本历史，普林斯顿大学教授，是《剑桥日本史》（The Cambridge History of Japan）的主编和作者之一。